# Tyrannen
The Tyrant (på svenska: ”Tyrannen”) är en svensk kortfilm från 2019 i regi av Marcus Tjällman med Mattias Kindberg, Margareta Pettersson och Michael Petersson  i huvudrollerna. Den utspelar sig på den svenska landsbygden och kretsar kring en dysfunktionell familj.[källa behövs] Filmen hade premiär vid Frame filmfestival i Göteborg 2019, där den vann pris för bästa foto. Den har senare visats på Västerås filmfestival och en rad olika festivaler utomlands.[källa behövs] 2020 vann den pris för bästa svenska kortfilm på Luleå internationella filmfestival.